# Нэш, Дж. Кэррол
Дж. Кэррол Нэш (англ. J. Carrol Naish), полное имя Джозеф Патрик Кэрролл Нэш (англ. Joseph Patrick Carroll Naish) (21 января 1896 — 24 января 1973)— американский актёр, наиболее известный своими ролями в фильмах 1930—50-х годов.
К числу наиболее значимых актёрских работ Нэша относятся роли в фильмах «Наёмный убийца» (1932), «Одиссея капитана Блада» (1935), «Красавчик Жест», (1939) «Сахара» (1943), «Медаль для Бенни» (1945), «Южанин» (1945), «Юмореска» (1946), «Рио-Гранде» (1950), «Стычка в ночи» (1952) и заглавная роль в фильме «Сидящий бык» (1954).
Нэш дважды номинировался на кинопремию «Оскар» за роли второго плана в фильмах «Сахара» (1943) и «Медаль для Бенни» (1945).

## Ранние годы жизни и начало карьеры
Дж. Кэррол Нэш родился 21 января 1896 года в Нью-Йорке. Он происходил из очень уважаемого рода ирландских политиков и государственных служащих, корни которого уходят на 750 лет в графство Лимерик. Отец Нэша, Патрик Нэш, который эмигрировал из Ирландии около 1890 года, был племянником лорда-канцлера Ирландии Джона Нэша, который занимал этот пост в 1885—1886 годах. Нэш рос в ирландской общине манхэттенского района Йорквилл, где бросал одну школы за другой. В 14 лет Нэш бежал из католической школы, чтобы стать певцом, затем некоторое время выступал в детской театральной труппе. С началом Первой мировой войны Нэш записался в военно-морской флот, но был уволен, затем получил новое назначение и в составе авиационной секции войск связи летал с заданиями во Франции, закончив войну в Париже. После окончания войны Нэш в течение нескольких лет скитался по Европе, занимаясь случайной работой, иногда выступая в качестве певца и танцора в кафе. За это время он овладел восемью языками, на шести из которых говорил свободно. Как отметил историк кино Хэл Эриксон, «благодаря своим путешествиям Нэш смог впитать в себя языки, диалекты и обычаи многих наций и народов».
В 1926 году на торговом корабле Нэш добрался до Калифорнии, где переходил с работы на работу, и в итоге стал играть в голливудской массовке. После нескольких киноролей в качестве каскадёра и эпизодических ролей, он дебютировал на сцене в качестве дублёра в гастролирующей труппе, выступавшей с бродвейским хитом «Жестокий Шанхай». В течение последующих лет он продолжал выступать в составе труппы, зарекомендовав себя как надёжный театральный актёр. После возвращения труппы в Нью-Йорк в 1929 году Нэш сыграл на Бродвее в сатирическом спектакле «Съезд воров» (1929), а затем поехал в Калифорнию, чтобы сниматься в кино.

## Карьера в кино в 1930—1971 годах
В 1930 году Нэш появился в четырёх фильмах (трижды — без упоминания в титрах), а уже два года спустя сыграл в своём первом крупном фильме, криминальной мелодраме о войнах китайских банд в Сан-Франциско под названием «Наёмный убийца» (1932), исполнив роль отца главной героини (Лоретта Янг). Как отметил Дэвид Анделман в «Нью-Йорк Таймс», «это был первый из множества фильмов, где Нэшу пришлось играть носителя другого языка — он сыграл пожилого китайского бизнесмена, который получил топором между лопатками». 

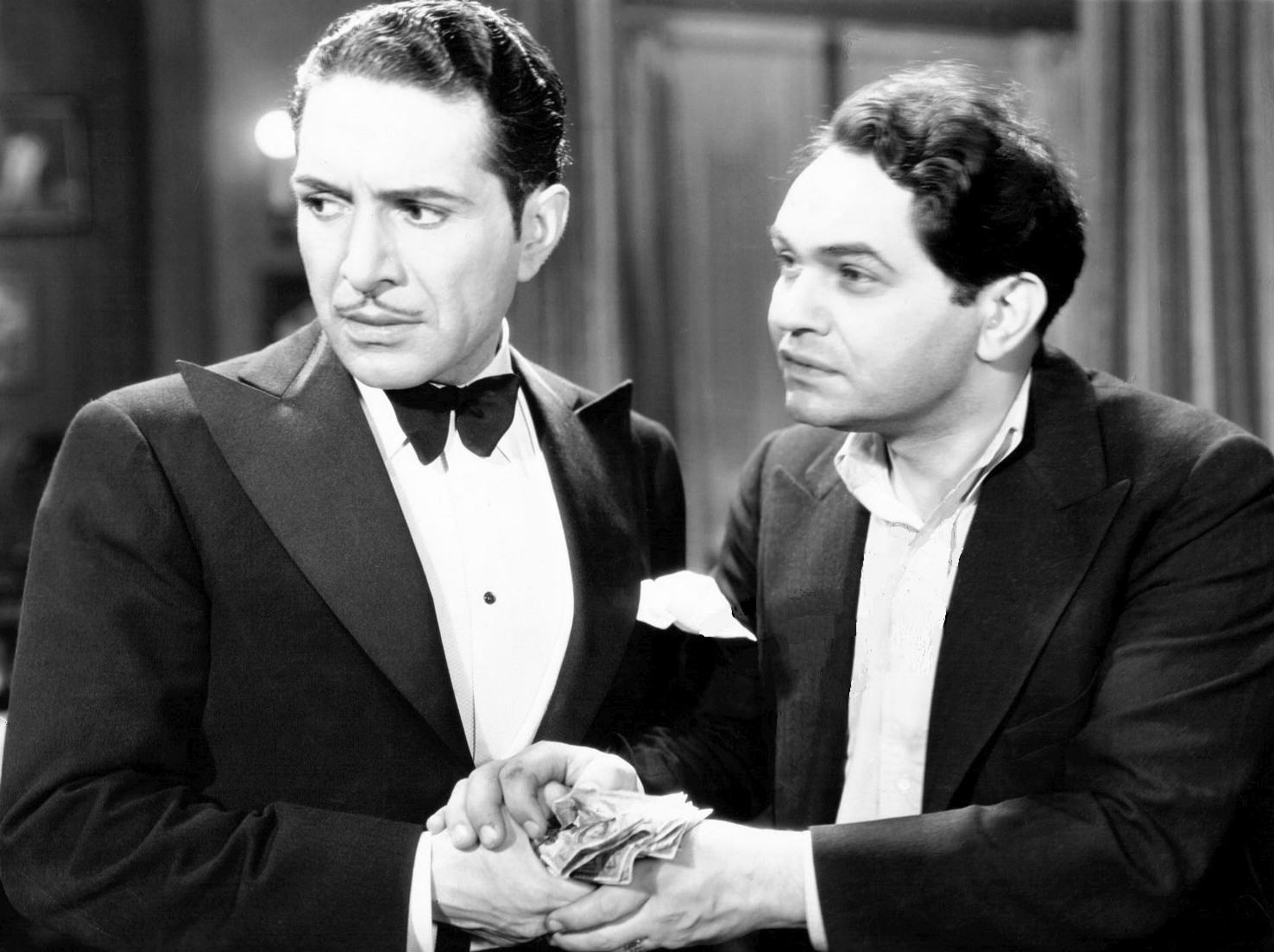
Дж. Кэррол Нэш и Эдвард Г. Робинсон в фильме «Две секунды» (1932)

В том же году в криминальной мелодраме «Чудовище города» (1932) он сыграл подручного гангстера, который решает совершить ограбление в обход своего босса, что приводит к трагическим последствиям. А в криминальной мелодраме «Две секунды» (1932) Нэш исполнил значимую роль аморального директора танцевального клуба, эксплуатирующего свою порочную танцовщицу (Вивьен Осборн), которую в итоге убивает её обезумевший муж (Эдвард Г. Робинсон). Как написал кинокритик «Нью-Йорк Таймс» Мордант Холл, «Робинсон создаёт потрясающе сильный образ», также высоко оценив и игру Фостера, Осборн и Нэша. Далее, как отметил Анделман, Нэш запомнился в ролях пирата Кахузака в приключенческом экшне «Одиссея капитана Блада» (1935) с Эрролом Флинном в главной роли и главаря туземного племени Куасы в приключенческой мелодраме «Её любовь в джунглях» (1938) с Дороти Ламур, а также в роли солдата французского Иностранного легиона по имени Расинофф в приключенческом боевике с Гэри Купером «Красавчик Жест» (1939). В киносериале из 15 эпизодов «Бэтмен» (1943) Нэш был классическим злым гением, японским доктором Тито Дака, который для создания собственного супероружия планирует похитить государственные запасы радия. На следующий год в фантастическом хорроре «Дом Франкенштейна» (1944) Нэш сыграл заметную роль горбатого ассистента безумного учёного, доктора Нимана (Борис Карлофф), который собирается создать новое чудовище.

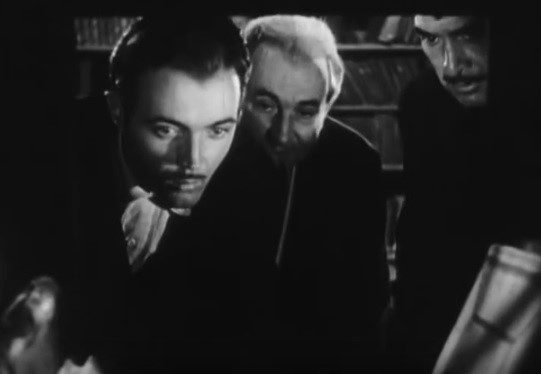
Дж. Кэррол Нэш в фильме «Зверь с пятью пальцами» (1946)

Как отмечено на сайте Turner Classic Movies, в 1943 году после многочисленных ролей злодеев и гангстеров Нэш впервые добился серьёзного признания критики благодаря военной драме «Сахара» (1943) с Хамфри Богартом в главной роли. В этой картине Нэш в роли итальянского заключённого Джузеппе запомнился прежде всего произнесением пронзительной политической речи, обличающей итальянский фашизм. Роль в этом фильме принесла актёру номинацию на «Оскар» за лучшую роль второго плана. В 1945 году вышла мелодрама «Медаль для Бенни» (1945) о жизни в тихом рыбацком посёлке в военное время, роль в которой принесла Нэшу высокие оценки критики, а также вторую номинацию на «Оскар» и «Золотой глобус» за роль второго плана. Кинообозреватель «Нью-Йорк Таймс» Босли Краузер выделил среди прочих игру Нэша в этом фильме, написав, что он создаёт «тёплый и колоритный образ в роли неграмотного отца Бенни». Год спустя в мелодраме «Юмореска» (1946) Нэш предстал в образе бедного доброжелательного отца, сын которого становится знаменитым скрипачом (Джон Гарфилд) благодаря покровительству богатой дамы (Джоан Кроуфорд).

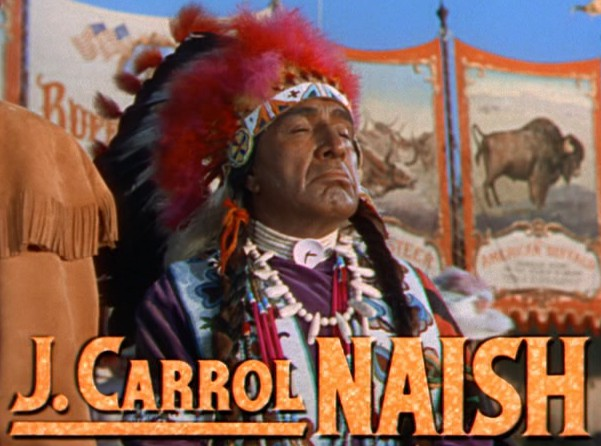
Дж. Кэррол Нэш в трейлере фильма «Энни получает ваше оружие» (1950)

В 1950-е годы Нэш неоднократно снимался в вестернах, сыграв как юнионистского генерал-лейтенанта Филипа Шеридана в классическом фильме Джона Форда «Рио-Гранде» (1950) с Джоном Уэйном в главной роли, так и индейского вождя по имени Сидящий Бык в комедии «Энни получает ваше оружие» (1950) и вестерне «Сидящий бык» (1954). В этот период Нэш также сыграл в таких фильмах нуар, как «Стычка в ночи» (1952) в роли доброго дяди сурового рыбака, «Секреты Нью-Йорка» (1955), где он был правой рукой крупного нью-йоркского гангстера и «Жестокая суббота» (1955), где он был одним из членов банды грабителей.

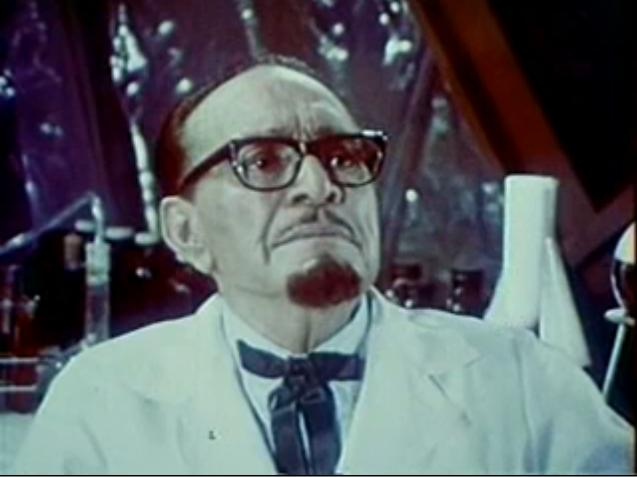
Дж. Кэррол Нэш в фильме «Дракула против Франкенштейна» (1971)

В 1961 году Нэш сыграл в криминальной мелодраме «Сила импульса» (1961), после чего на долгие годы сосредоточился на телевидении. Однако в 1970 году продюсер Эл Адамсон уговорил Нэша сняться в сверхдешёвом фильме ужасов «Дракула против Франкенштейна» (1970). В этой картине Нэш сыграл роль безумного учёного, который убивает молодых женщин, чтобы воссоздать творение своего предка, доктора Франкенштейна. Его ассистента сыграл Лон Чейни-младший, для обоих актёров это были их последние роли в кино. Тем не менее, по мнению Хэла Эриксона, «даже обременённый плохими вставными зубами, очками с выпуклыми стёклами и креслом-качалкой, Нэш смог переиграть весь остальной актёрский состав».

## Карьера на радио, в театре и на телевидении в 1950—1960-е годы
Как пишет Анделман, «обычным американцам (середины XX века) имя Нэша было более известно благодаря радио». В 1948 году корпорация Columbia Broadcasting System запустила комедийный радиосериал «Жизнь с Луиджи», в котором Нэш исполнял заглавную роль осевшего в Чикаго итальянского эмигранта, который наблюдает и комментирует американскую жизнь вокруг него. Шоу шло до 1953 года, а в 1952 году в течение четырёх месяцев выходило как телесериал на канале CBS. Хотя многие критики отмечали, что сериал способствовал улучшению понимания итальянских ценностей и итальянского образа жизни в американском обществе, телевизионный критик «Нью-Йорк Таймс» Джек Гулд назвал телесериал «бессмысленной и неумной шарадой без вкуса и убедительности».
В 1955-56 годах Нэш вернулся на Бродвей, чтобы сыграть в шоу, составленном из двух одноактных пьес Артура Миллера — «Вид с моста/Память о двух понедельниках». Критики обратили внимание на умелую передачу Нэшем иностранных акцентов, когда в первой пьесе он сыграл немецкого иммигранта, а во второй — итальянского адвоката.
Позднее он вернулся на телевидение, сыграв несколько драматических ролей, в частности, роль игрока в телепостановке по пьесе Максвелла Андерсона «Риф Ларго», которая вышла в рамках телеальманаха «Час от „Алкоа“» на NBC (1956). В 1957 году Нэш играл заглавную роль детектива китайской национальности в 39 эпизодах сериала «Новые приключения Чарли Чена» (1957), а в 1960 году сыграл комедийную роль индейца в ситкоме «Вперёд, на гостей». В 1960-е годы Нэш сыграл в таких популярных телесериалах, как «Караван повозок» (1959-60), «Неприкасаемые» (1960), «Шоссе 66» (1963), «Правосудие Берка» (1964), «Я мечтаю о Джинни» (1965), «Напряги извилины» (1968) и «Бонанза» (1968).

## Актёрское амплуа и анализ творчества
Дэвид Анделман в «Нью-Йорк Таймс» описал Дж. Кэррола Нэша как характерного «актёра кино, телевидения и театра, который за время своей карьеры, охватившей более 30 лет, сыграл более чем в 250 фильмах, зарекомендовав себя как специалист по иностранным языкам и диалектам». Хотя Нэш был чистокровным ирландцем, который родился в Нью-Йорке, благодаря своим смуглым чертам лица, чёрным волосам и тонким усикам, а также таланту к языкам, он «играл в кино представителей практически всех национальностей — итальянцев, японцев, хинду, арабов, китайцев, евреев и мексиканцев — каждую национальность, кроме собственной ирландской». Эриксон также отметил, что «Нэш процветал в первые годы звуковых картин благодаря владению неограниченным разнообразием иностранных диалектов. В разное время он был китайцем, японцем, французом, полинезийцем, португальцем, итальянцем, немцем и коренным американцем, сыграв Сидящего Быка в одноимённом фильме 1954 года». Нэш был в этом настолько хорош, что Time Magazine однажды назвал его «голливудскими объединёнными нациями в одном лице».
Как отмечено в биографии актёра на Turner Classic Movies, «Нэш начал свою плодотворную кинокарьеру в момент перехода немого кино в звуковое,… став легендой благодаря владению широким спектром иностранных акцентов». В 1930-40-е годы Нэш делал по 30 фильмов в год, и, по словам Анделмана, «в 1940-е годы было не редкостью увидеть его на сдвоенных киносеансах сначала как доброго итальянского уличного торговца в первом фильме и как распутного старого грабителя женщин и детей — во втором». По словам, Анделмана, «он играл итальянцев и мексиканцев настолько часто, что его поклонники пришли к заключению, что этот темноволосый коренастый актёр с тонкими латинскими усиками принадлежит к одной из этих двух наций. Такое допущение его бесконечно смущало».
По словам Эриксона, «многие из его ролей были по природе отрицательными (в конце 1930-х годов на студии Paramount он был гангстером практически в каждом фильме категории В). Тем не менее, обе его номинации на „Оскар“ были за положительные роли — трагическую роль итальянского военнопленного в „Сахаре“ (1943) и неимущего мексиканского отца умершего героя войны в „Медали для Бенни“ (1945)». Как отметил Анделман, за время своей карьеры, «охватившей более 30 лет, Нэш играл роли второго плана при каждом крупном актёре от Хамфри Богарта до Сэла Минео», а «его лицо было одинаково знакомо как кинозрителям 1930-40-х годов, так и телезрителям вплоть до 1970-х годов, при том, что его имя вплоть до смерти оставалось неизвестным для зрителей».

## Личная жизнь
В 1929 году Нэш женился на актрисе Глэдис Хини, с которой прожил в браке до своей смерти. В 1931 году у них родилась дочь Кэрролл Элейн Нэш.

## Смерть
Дж. Кэррол Нэш умер 24 января 1973 года в больнице Ла-Хольи, Калифорния, от эмфиземы в возрасте 77 лет.

## Фильмография
| Год       |     | Русское название                           | Оригинальное название              | Роль                                                   |
| --------- | --- | ------------------------------------------ | ---------------------------------- | ------------------------------------------------------ |
| 1925      | ф   | Выключатель                                | The Open Switch                    |                                                        |
| 1926      | ф   | Какова цена славы                          | What Price Glory                   | французский солдат (в титрах не указан)                |
| 1930      | ф   | Добрые намерения                           | Good Intentions                    | Чарли Хэттрик                                          |
| 1930      | ф   | Пересекающиеся дороги                      | Double Cross Roads                 | наблюдатель Дайка / водитель (в титрах не указан)      |
| 1930      | ф   | Приодобрись и улыбнись                     | Cheer Up and Smile                 | гангстер (в титрах не указан)                          |
| 1930      | ф   | Скотленд-Ярд                               | Scotland Yard                      | доктор Ремур (в титрах не указан)                      |
| 1931      | ф   | Королевское ложе                           | The Royal Bed                      | Лейкер                                                 |
| 1931      | ф   | Дым орудий                                 | Gun Smoke                          | Минк Гордон                                            |
| 1931      | ф   | Отдел убийств                              | Homicide Squad                     | Хьюго                                                  |
| 1931      | ф   | Женщины в большом доме                     | Ladies of the Big House            | свидетель против Доремуса (в титрах не указан)         |
| 1931      | ф   | Сегодня вечером или никогда                | Tonight or Never                   | радиоведущий (в титрах не указан)                      |
| 1931      | ф   | Сдавайся                                   | Surrender                          | французский военнопленный (в титрах не указан)         |
| 1932      | ф   | Наемный убийца                             | The Hatchet Man                    | Сунн Ят Мин                                            |
| 1932      | ф   | Чудовище города                            | The Beast of the City              | Чоло                                                   |
| 1932      | ф   | Голос закона                               | The Mouthpiece                     | Тони Рокко                                             |
| 1932      | ф   | Знаменитое дело Фергюсона                  | The Famous Ferguson Case           | Клод Райт                                              |
| 1932      | ф   | Две секунды                                | Two Seconds                        | Тони                                                   |
| 1932      | ф   | Певец                                      | Crooner                            | Ник Мейер                                              |
| 1932      | ф   | Не живой свидетель                         | No Living Witness                  | Ник                                                    |
| 1932      | ф   | Тигровая акула                             | Tiger Shark                        | Тони                                                   |
| 1932      | ф   | Страх говорить                             | Afraid to Talk                     | Джо Скелли                                             |
| 1932      | ф   | Дженни из Фриско                           | Frisco Jenny                       | Эд Харрис (в титрах не указан)                         |
| 1932      | ф   | Захватчики                                 | The Conquerors                     | третий агитатор (в титрах не указан)                   |
| 1932      | ф   | Малыш из Испании                           | The Kid from Spain                 | Педро                                                  |
| 1933      | ф   | Никакая другая женщина                     | No Other Woman                     | Бонелли                                                |
| 1933      | ф   | Прошлое Мэри Холмс                         | The Past of Mary Holmes            | Гэри Кент                                              |
| 1933      | ф   | Молчаливые мужчины                         | Silent Men                         | Джек Уайлдер                                           |
| 1933      | ф   | Вихрь                                      | The Whirlwind                      | Инджун                                                 |
| 1933      | ф   | Мир сошёл с ума                            | The World Gone Mad                 | Рамон Сальвадоре                                       |
| 1933      | ф   | Элмер великий                              | Elmer, the Great                   | Джерри                                                 |
| 1933      | ф   | Влюбленный дьявол                          | The Devil's in Love                | Салазар                                                |
| 1933      | ф   | Из Аризоны на Бродвей                      | Arizona to Broadway                | Томми Монк                                             |
| 1933      | ф   | Печально известный, но приятный            | Notorious But Nice                 | Джо Чарни                                              |
| 1933      | ф   | Мститель                                   | The Avenger                        | Хэнли                                                  |
| 1933      | ф   | Взят в плен!                               | Captured! капеллан Гаран           |                                                        |
| 1933      | ф   | Последний путь                             | The Last Trail                     | Джон Росс                                              |
| 1933      | ф   | Энн Викерс                                 | Ann Vickers                        | доктор Сорелл                                          |
| 1933      | ф   | Безумная игра                              | The Mad Game                       | Чоппер Аллен                                           |
| 1933      | ф   | Эскадрилья тайны                           | Mystery Squadron                   | Коллинс                                                |
| 1933      | ф   | Гаванские вдовы                            | Havana Widows                      | первый таксист (в титрах не указан)                    |
| 1934      | ф   | Высший свет                                | Upperworld                         | Лу Колима                                              |
| 1934      | ф   | Один виновен                               | One Is Guilty                      | Джек Аллен                                             |
| 1934      | ф   | Убийство в Тринидаде                       | Murder in Trinidad                 | Дювал                                                  |
| 1934      | ф   | Адский кот                                 | The Hell Cat                       | Джо Морган                                             |
| 1934      | ф   | Возвращение террора                        | Return of the Terror               | Стив Скола                                             |
| 1934      | ф   | У защиты нет вопросов                      | The Defense Rests                  | Монте Баллоу                                           |
| 1934      | ф   | Девушка в опасности                        | Girl in Danger                     | Майк Руссо                                             |
| 1934      | ф   | Британский агент                           | British Agent                      | военный комиссар Троцкий                               |
| 1934      | ф   | Ад в раю                                   | Hell in the Heavens                | сержант Шевалье                                        |
| 1934      | ф   | Бакалавр искусств                          | Bachelor of Arts                   | радикальный оратор (в титрах не указан)                |
| 1934      | ф   | Президент исчезает                         | The President Vanishes             | участник антивоенной демонстрации (в титрах не указан) |
| 1934      | ф   | Мари Галант                                | Marie Galante                      | французский моряк на корабле (в титрах не указан)      |
| 1935      | ф   | Жизнь бенгальского улана                   | The Lives of a Bengal Lancer       | главный визирь                                         |
| 1935      | ф   | За зелёными огнями                         | Behind the Green Lights            | Сэм Довер                                              |
| 1935      | ф   | Черная ярость                              | Black Fury                         | Стив                                                   |
| 1935      | ф   | В пампасах под Луной                       | Under the Pampas Moon              | Тито                                                   |
| 1935      | ф   | Женщина с первой полосы                    | Front Page Woman                   | Роберт                                                 |
| 1935      | ф   | Маленькая большая шишка                    | Little Big Shot                    | Берт                                                   |
| 1935      | ф   | Специальный агент                          | Special Agent                      | Джо Дьюрелл                                            |
| 1935      | ф   | Конфиденциально                            | Confidential                       | Лефти Тейт                                             |
| 1935      | ф   | Одиссея капитана Блада                     | Captain Blood                      | Кахузак                                                |
| 1935      | ф   | Крестовые походы                           | The Crusades                       | арабский работорговец (в титрах не указан)             |
| 1936      | ф   | Двое во тьме                               | Two in the Dark                    | Берт Мэнсфилд                                          |
| 1936      | ф   | Эксклюзивная история                       | Exclusive Story                    | Комос                                                  |
| 1936      | ф   | Морпехи высадились на землю                | The Leathernecks Have Landed       | Иренов                                                 |
| 1936      | ф   | Возвращение Джимми Валентайна              | The Return of Jimmy Valentine      | Тони Скапелли                                          |
| 1936      | ф   | Робин Гуд из Эльдорадо                     | Robin Hood of El Dorado            | трёхпалый Джек                                         |
| 1936      | ф   | Чарли Чан в цирке                          | Charlie Chan at the Circus         | Том Холт                                               |
| 1936      | ф   | Убийство при лунном свете                  | Moonlight Murder                   | Бежак                                                  |
| 1936      | ф   | Следователь по особо важным делам          | Special Investigator               | Эдвард Дж. «Эдди» Селтон                               |
| 1936      | ф   | Абсолютная тишина                          | Absolute Quiet                     | Педро                                                  |
| 1936      | ф   | Энтони несчастный                          | Anthony Adverse                    | майор Думе                                             |
| 1936      | ф   | Рамона                                     | Ramona                             | Хуан Кан                                               |
| 1936      | ф   | Атака легкой кавалерии                     | The Charge of the Light Brigade    | субадар-майор Пуран Сингх                              |
| 1936      | ф   | Крушение                                   | Crack-Up                           | оперативник №77                                        |
| 1937      | ф   | Мы, которые ожидают смерти                 | We Who Are About to Die            | Ник Тротти                                             |
| 1937      | ф   | Песня города                               | Song of the City                   | Марио                                                  |
| 1937      | ф   | Пограничное кафе                           | Border Cafe                        | Рокки Олтон                                            |
| 1937      | кор | Это могло случиться с вами                 | It May Happen to You               | Мокси                                                  |
| 1937      | ф   | Думай быстро, мистер Мото                  | Think Fast, Mr. Moto               | Адрам                                                  |
| 1937      | ф   | Укрытие                                    | Hideaway                           | Майк Кларк, он же Джон Нокс                            |
| 1937      | ф   | Морские рэкетиры                           | Sea Racketeers                     | Гарри Дюрант                                           |
| 1937      | ф   | Бульдог Драммонд возвращается              | Bulldog Drummond Comes Back        | Михаил Валдин                                          |
| 1937      | ф   | Путь грома                                 | Thunder Trail                      | Рафаэль Лопес                                          |
| 1937      | ф   | Скандал в ночном клубе                     | Night Club Scandal                 | Джек Рид, гангстер                                     |
| 1937      | ф   | Дочь Шанхая                                | Daughter of Shanghai               | Фрэнк Барден                                           |
| 1938      | ф   | Её любовь в джунглях                       | Her Jungle Love                    | Куаза                                                  |
| 1938      | ф   | Наводчицы                                  | Tip-Off Girls                      | Джозеф Валкус                                          |
| 1938      | ф   | Преследуемые                               | Hunted Men                         | Генри Райс                                             |
| 1938      | ф   | Тюремная ферма                             | Prison Farm                        | Ноэль Хаскинс                                          |
| 1938      | ф   | Бульдог Драммонд в Африке                  | Bulldog Drummond in Africa         | Ричард Лейн                                            |
| 1938      | ф   | Король Алькатраса                          | King of Alcatraz                   | Стив Меркил                                            |
| 1938      | ф   | Нелегальные поставки                       | Illegal Traffic                    | Льюис Зомар                                            |
| 1939      | ф   | Скрывшиеся люди                            | Persons in Hiding                  | Фредди «Ганнер» Мартин                                 |
| 1939      | ф   | Король китайского квартала                 | King of Chinatown                  | профессор                                              |
| 1939      | ф   | Отель «Империал»                           | Hotel Imperial                     | Куприн                                                 |
| 1939      | ф   | Доктор под прикрытием                      | Undercover Doctor                  | доктор Бартли Морган                                   |
| 1939      | ф   | Красавчик Жест                             | Beau Geste                         | Расинофф                                               |
| 1939      | ф   | Остров потерянных людей                    | Island of Lost Men                 | Грегори Прин                                           |
| 1940      | ф   | Тайфун                                     | Typhoon                            | Мекайки                                                |
| 1940      | ф   | Королева мафии                             | Queen of the Mob                   | Джордж Фрост                                           |
| 1940      | ф   | Золотые перчатки                           | Golden Gloves                      | Джо Таггерти                                           |
| 1940      | ф   | По-аргентински                             | Down Argentine Way                 | Казиано                                                |
| 1940      | ф   | Ночь у Эрла Кэрролла                       | A Night at Earl Carroll's          | Стив Калкус                                            |
| 1941      | ф   | Мистер Динамит                             | Mr. Dynamite                       | профессор                                              |
| 1941      | ф   | Та ночь в Рио                              | That Night in Rio                  | Мачадо                                                 |
| 1941      | ф   | Кровь и песок                              | Blood and Sand                     |                                                        |
| 1941      | ф   | Акцент на любви                            | Accent on Love                     | Мануэль Ломброзо                                       |
| 1941      | ф   | Вынужденная посадка                        | Forced Landing                     | Андрош Баншек                                          |
| 1941      | ф   | Рождение блюза                             | Birth of the Blues                 | Блэки                                                  |
| 1941      | ф   | Корсиканские братья                        | The Corsican Brothers              | Лоренцо                                                |
| 1942      | ф   | Джентльмен по натуре                       | A Gentleman at Heart Джиджи        |                                                        |
| 1942      | ф   | Воскресный пунш                            | Sunday Punch                       | Мэтт Басслер                                           |
| 1942      | ф   | Доктор Бродвей                             | Dr. Broadway                       | Джек Веннер                                            |
| 1942      | ф   | Ослиная почта                              | Jackass Mail                       | синьор Майкл О’Салливан                                |
| 1942      | ф   | Крысолов                                   | The Pied Piper                     | Аристид Ружерон                                        |
| 1942      | ф   | Сказки Манхэттена                          | Tales of Manhattan                 | взломщик                                               |
| 1942      | ф   | Человек в багажнике                        | The Man in the Trunk               | Реджинальд ДеВинтерс                                   |
| 1942      | ф   | Секрет доктора Рено                        | Dr. Renault's Secret               | Ноэль                                                  |
| 1943      | ф   | Доброе утро, судья                         | Good Morning, Judge                | Андре Бушар                                            |
| 1943      | ф   | Бэтмен                                     | Batman                             | доктор Дака                                            |
| 1943      | ф   | Позади восходящего солнца                  | Behind the Rising Sun              | Рео Секи                                               |
| 1943      | ф   | Сахара                                     | Sahara                             | Джузеппе                                               |
| 1943      | ф   | Звонит мистер Смерть                       | Calling Dr. Death                  | инспектор Грегг                                        |
| 1943      | ф   | Ребёнок Харригана                          | Harrigan's Kid                     | Джед Джерретт                                          |
| 1944      | ф   | Голос на ветру                             | Voice in the Wind                  | Луиджи                                                 |
| 1944      | ф   | Двухместная подводная лодка                | Two-Man Submarine                  | доктор Аугустус Хэдли                                  |
| 1944      | ф   | Свистун                                    | The Whistler                       | Киллер                                                 |
| 1944      | ф   | Создатель чудовищ                          | The Monster Maker                  | Маркофф                                                |
| 1944      | ф   | Женщина из джунглей                        | Jungle Woman                       | доктор Карл Флетчер                                    |
| 1944      | ф   | Порт                                       | Waterfront                         | доктор Карл Деккер                                     |
| 1944      | ф   | Потомство дракона                          | Dragon Seed                        | японский начальник кухни                               |
| 1944      | ф   | Появляется Арсен Люпен                     | Enter Arsene Lupin                 | Ганимар                                                |
| 1944      | ф   | Дом Франкенштейна                          | House of Frankenstein              | Даниэль                                                |
| 1945      | ф   | Медаль для Бенни                           | A Medal for Benny                  | Чарли Мартин                                           |
| 1945      | ф   | Южанин                                     | The Southerner                     | Деверс                                                 |
| 1945      | ф   | Странная исповедь                          | Strange Confession                 | Роджер Грэм                                            |
| 1945      | кор | Звезда в ночи                              | Star in the Night                  | Ник Катаполи                                           |
| 1945      | ф   | Получить подвязку Герти                    | Getting Gertie's Garter            | Чарльз, дворецкий                                      |
| 1946      | ф   | Негодяй Баскомб                            | Bad Bascomb                        | Барт Янси                                              |
| 1946      | ф   | Зверь с пятью пальцами                     | The Beast with Five Fingers        | комиссар полиции Овидио Кастанио                       |
| 1946      | ф   | Юмореска                                   | Humoresque                         | Руди Борэй                                             |
| 1947      | ф   | Карнавал в Коста-Рике                      | Carnival in Costa Rica             | Папа Рико Молина                                       |
| 1947      | ф   | Беглец                                     | The Fugitive                       | полицейский информатор                                 |
| 1948      | ф   | Жанна Д'Арк                                | Joan of Arc                        | граф Люксембург                                        |
| 1948      | ф   | Целующийся бандит                          | The Kissing Bandit                 | Чико                                                   |
| 1949      | ф   | Пасифик Канада                             | Canadian Pacific                   | Динамит Доусон                                         |
| 1949      | ф   | Полночный поцелуй                          | That Midnight Kiss                 | Папа Доннетти                                          |
| 1950      | ф   | Чёрная рука                                | Black Hand                         | Луис Лорелли                                           |
| 1950      | ф   | Пожалуйста, верь мне                       | Please Believe Me                  | Счастливчик Рейлли                                     |
| 1950      | ф   | Энни получает ваше оружие                  | Annie Get Your Gun                 | вождь Сидящий Бык                                      |
| 1950      | ф   | Любимец Нового Орлеана                     | The Toast of New Orleans           | Ники Дюваль                                            |
| 1950      | ф   | Рио-Гранде                                 | Rio Grande                         | генерал-лейтенант Филипп Шеридан                       |
| 1951      | ф   | Ренегат Марк                               | The Mark of the Renegade           | Луис                                                   |
| 1951      | ф   | По широкой Миссури                         | Across the Wide Missouri           | Зеркало                                                |
| 1951      | ф   | Газетный заголовок                         | Bannerline                         | Фрэнки Скарбайн                                        |
| 1952      | ф   | Денвер и Рио Гранде                        | Denver and Rio Grande              | Джил Харкнесс                                          |
| 1952      | ф   | Стычка в ночи                              | Clash by Night                     | дядя Винс                                              |
| 1952      | ф   | Женщина из северного края                  | Woman of the North Country         | Джон Малхолланд                                        |
| 1952      | ф   | Настичь человека верхом                    | Ride the Man Down                  | шериф Джо Нин                                          |
| 1952      | с   | Жизнь с Луиджи (4 эпизода)                 | Life with Luigi                    | Луиджи Баско                                           |
| 1953      | ф   | Атака истребителя                          | Fighter Attack                     | Бруно                                                  |
| 1953      | ф   | Коралловый риф                             | Beneath the 12-Mile Reef           | Сократес «Сок» Хоулис                                  |
| 1953      | с   | Театр от «Дженерал Электрик»               | General Electric Theater           |                                                        |
| 1954      | ф   | Саскачеван                                 | Saskatchewan                       | Батуш                                                  |
| 1954      | ф   | Сидящий Бык                                | Sitting Bull                       | Сидящий Бык                                            |
| 1954      | с   | Правосудие                                 | Justice                            | мистер Комби                                           |
| 1954      | с   | Видеотеатр от «Люкс» (2 эпизода)           | Schlitz Playhouse of Stars         | Онорио / Чарли Мартин                                  |
| 1955      | ф   | Секреты Нью-Йорка                          | New York Confidential              | Бен Дагаджанян                                         |
| 1955      | ф   | Аврал на палубе                            | Hit the Deck                       | мистер Перони                                          |
| 1955      | ф   | Гнев на рассвете                           | Rage at Dawn                       | Симеон «Сим» Рено                                      |
| 1955      | ф   | Жестокая суббота                           | Violent Saturday                   | Чепман, грабитель банка                                |
| 1955      | ф   | Последняя команда                          | The Last Command                   | генерал Антонио Лопес де Санта Ана                     |
| 1955      | ф   | Пески пустыни                              | Desert Sands                       | сержант Дипель                                         |
| 1955      | кор | Человек на автобусе                        | Man on a Bus                       |                                                        |
| 1955      | с   | Городская знаменитость                     | Toast of the TownДж. Кэрролл Нэш   |                                                        |
| 1955—1956 | с   | Театр звёзд от «Шлитц» (2 эпизода)         | Shlitz Playhouse of Stars          | мистер Ридли                                           |
| 1956      | ф   | Бунтарь в городе                           | Rebel in Town                      | Бедлоу Мейсон                                          |
| 1956      | ф   | Барабаны яки                               | Yaqui Drums                        | Яки Джек                                               |
| 1956      | с   | Кульминация                                | Climax!                            | мистер Комби                                           |
| 1956      | с   | Перекрёстки (2 эпизода)                    | Crossroads                         | Рабби Арнольд Фишел                                    |
| 1956      | с   | Час от «Алкоа»                             | The Alcoa Hour                     | Мурилло                                                |
| 1957      | ф   | Долгожданная ночь                          | This Could Be the Night            |                                                        |
| 1957      | ф   | Молодые не плачут                          | The Young Don't Cry                | Плаг                                                   |
| 1957—1958 | с   | Новые приключения Чарли Чена (38 эпизодов) | The New Adventures of Charlie Chen | Чарли Чен                                              |
| 1958      | с   | Сказки Ширли Темпл                         | Shirley Temple's Storybook         | Лагу                                                   |
| 1958      | с   | Техасец                                    | The Texan                          | Уолт Пирс                                              |
| 1958      | с   | Театр Десилу от «Вестингхауса»             | Westinghouse Desilu Playhouse      | Папа                                                   |
| 1958      | с   | Разыскивается живым или мёртвым            | Wanted: Dead or Alive              | Мигель Рамирес                                         |
| 1958      | с   | Симаррон                                   | Cimarron City                      | Рейф Краудер                                           |
| 1959      | с   | Беспокойное оружие                         | The Restless Gun                   | майор Клинт Лэнгли                                     |
| 1959      | с   | Вертолёты                                  | Whirlybirds                        | Тейлор                                                 |
| 1959—1960 | с   | Караван повозок (2 эпизода)                | Wagon Train                        | Карвано / Бенджамин Бёрнс                              |
| 1960      | с   | Неприкасаемые                              | The Untouchables                   | Джозеф Х. «Джо» Бакко                                  |
| 1960—1961 | с   | Вперёд, на гостей (38 эпизодов)            | Guestward, Ho!                     | Орлиный глаз                                           |
| 1961      | ф   | Сила импульса                              | Force of Impulse                   | Антонио Марино                                         |
| 1963      | с   | Шоссе 66                                   | Route 66                           | Майк Донато                                            |
| 1964      | с   | Правосудие Берка                           | Burke's Law                        | мистер Тото                                            |
| 1964      | тф  | Повешенный                                 | The Hanged Man                     | дядя Пико                                              |
| 1965      | с   | Я мечтаю о Джинни                          | I Dream of Jeannie                 | Биледжик                                               |
| 1966      | с   | Человек из А.Н.К.Л.                        | The Man from U.N.C.L.E.            | дядя Джулиано                                          |
| 1967      | с   | Зеленые просторы                           | Green Acres                        | вождь Жёлтый конь                                      |
| 1968      | с   | Напряги извилины                           | Get Smart                          | Сэм Витторио                                           |
| 1968      | с   | Бонанза                                    | Bonanza                            | Ансельмо                                               |
| 1970      | тф  | Тропа Каттера                              | Cutter's Trail                     | Фротерас                                               |
| 1971      | ф   | Дракула против Франкенштейна               | Dracula vs. Frankenstein           | Доктор Франкенштейн, он же Доктор Дьюриа               |